# Palaquium densivenium
Palaquium densivenium är en tvåhjärtbladig växtart som beskrevs av Kurt Krause. Palaquium densivenium ingår i släktet Palaquium och familjen Sapotaceae.
Artens utbredningsområde är Papua Nya Guinea. Inga underarter finns listade i Catalogue of Life.